# VietJet Air
VietJet Air ist eine vietnamesische Billigfluggesellschaft mit Sitz in Hanoi und Basis auf dem Flughafen Hanoi.

## Geschichte

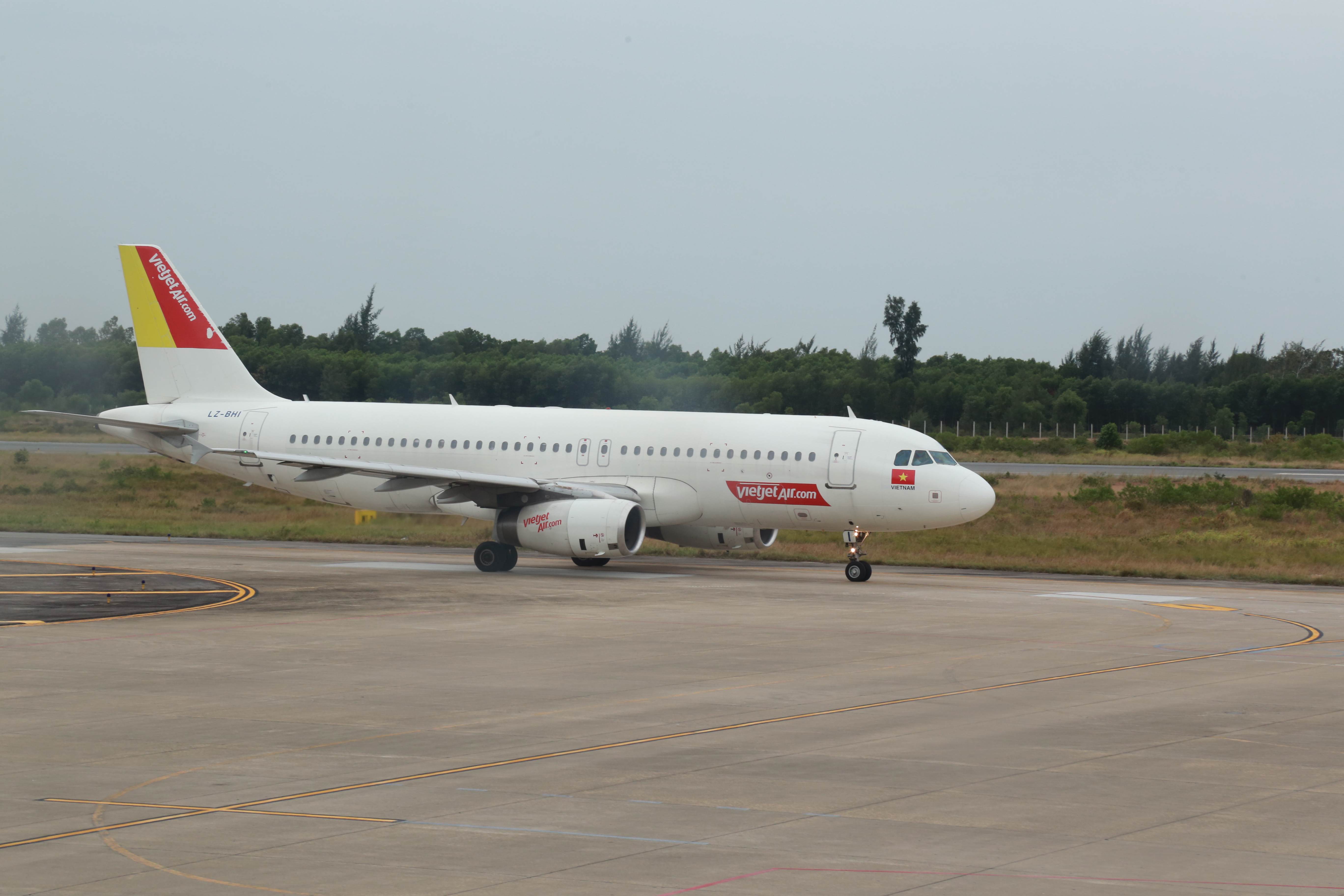
Airbus A320-200 der VietJet Air im alten Farbschema

Gegründet wurde VietJet Air Ende 2007 und war somit die erste in Vietnam gegründete private Fluggesellschaft. Tatsächlich war die erste, die abhob, die inzwischen wieder bankrotte Indochina Airlines. Bisher war der Markt staatlich kontrolliert worden. Ursprünglich war ein Start Ende 2008 vorgesehen; das Kapital betrug 32 Millionen US-Dollar. Doch es kam zu zahlreichen Verspätungen unterschiedlicher Ursachen. Im Februar 2010 erwarb die malaysische Billigfluggesellschaft AirAsia einen 30-prozentigen Anteil an der bis dato noch nicht abgehobenen VietJet. Als Folge musste sich VietJet auf staatliche Anordnung hin in VietJet Air umbenennen. Im Sommer 2010 kündigte die Gesellschaft zum fünften Mal eine erneute Verschiebung der Betriebsaufnahme an.
Schließlich ging die Fluggesellschaft am 25. Dezember 2011 an den Start. Das erste Flugzeug war zuvor am 14. Dezember in Vietnam eingetroffen. Die Flotte bestand zur Betriebsaufnahme aus drei geleasten Airbus A320-200, die zuvor bei der gescheiterten kuwaitischen Wataniya Airways im Einsatz waren. Die erste Strecke führte von Hanoi nach Ho-Chi-Minh-Stadt, welche dreimal täglich bedient wird. Somit lagen zwischen Gründung und Flugbetriebsaufnahme mehr als vier Jahre. Als zweite Strecke wurde die Route Ho-Chi-Minh-Stadt nach Da Nang mit Start im Februar 2012 bekannt gegeben. Daneben steht auch Da Nang – Hanoi im Programm. Alle Strecken gehören zu den mit Abstand wichtigsten im Vietnam.
In den nächsten Jahren will VietJet Air zu einer großen Fluggesellschaft anwachsen. Neben Inlandszielen möchte sie auch internationale Ziele in Südostasien anfliegen. 2014 wurde die Tochtergesellschaft Thai Vietjet Air gegründet. Nach eigenen Angaben sollen die Besatzungsmitglieder der Gesellschaft international zusammengestellt sein, was sich insbesondere auf Piloten etc. bezieht. Ein Börsengang ist geplant und sollte nach Einschätzung der Gründerin Nguyen Thi Phung Theo im ersten Halbjahr 2016 erfolgen. Es sollen bis zu 30 % der Anteile des Unternehmens auf den Markt kommen.
Am 26. Dezember 2021 übernahm die Fluggesellschaft an ihrem Drehkreuz Ho-Chi-Minh-Stadt ihren ersten Airbus A330-300 mit Sonderlackierung zum 10-jährigen bestehen der Fluggesellschaft.
Im Juni 2025 wurde Philipp Rösler, der ehemalige Vizekanzler der Bundesrepublik Deutschland, in den Vorstand von VietJet Air berufen.

## Service
VietJet Air bietet drei Service-Varianten (Tarife):
- Promo
- Eco
- Skyboss (ein erweiterter Service)[11][12]

## Flugziele
VietJet Air bedient ab Hanoi und Ho-Chi-Minh-Stadt Ziele innerhalb Vietnams und in Südostasien.

## Flotte

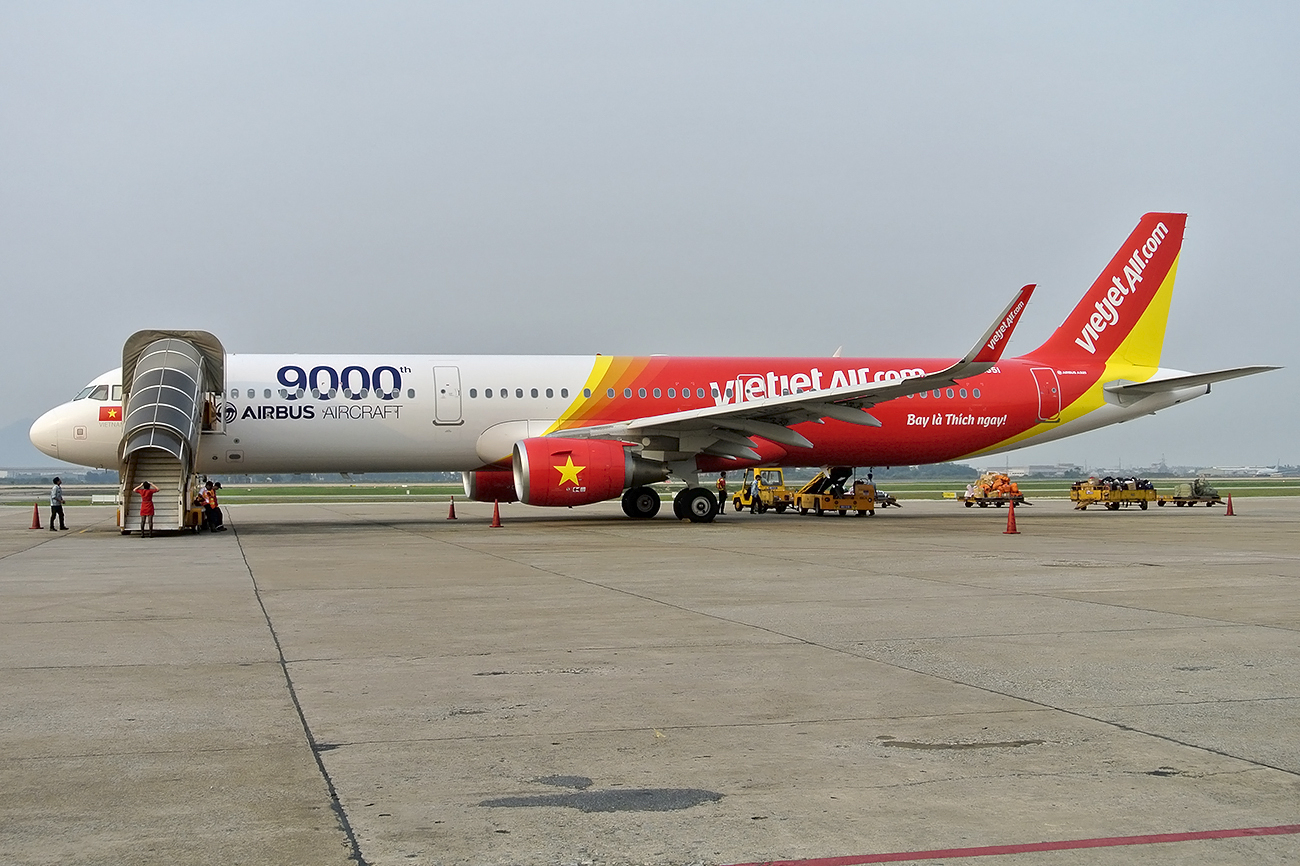
Airbus A321-200 der VietJet Air

### Aktuelle Flotte
Mit Stand Juni 2025 besteht die Flotte der VietJet Air aus 98 Flugzeugen mit einem Durchschnittsalter von 7,3 Jahren:
| Flugzeugtyp        | Anzahl | bestellt | Anmerkungen | Sitzplätze                | Durchschnittsalter |
| ------------------ | ------ | -------- | --- | ------------------------- | ------------------ |
| Airbus A320-200    | 17     |          | zehn mit Sharklets ausgestattet; einer von Philippine Airlines geleast                                                                              | 180                       | 12,1 Jahre         |
| Airbus A321-200    | 36     |          | einer inaktiv; mit Sharklets ausgestattet | 220 230                   | 8,2 Jahre          |
| Airbus A321neo     | 36     | 076      | elf inaktiv; Erstauslieferung 29. Dezember 2017 | 230                       | 3,5 Jahre          |
| Airbus A321XLR     |        | 020      | | - offen -                 |                    |
| Boeing 737 Max 8   |        | 150      | Auslieferung vsl. bis 2028; 50 weitere für Thai Vietjet Air bestimmt.                                                                               | - offen -                 |                    |
| Boeing 737 Max 200 |        | 150      | Auslieferung vsl. bis 2028; 50 weitere für Thai Vietjet Air bestimmt.                                                                               | - offen -                 |                    |
| Airbus A330-300    | 07     | 01       | Das erste Flugzeug wurde zum 10-jährigen bestehen der Airline am 26. Dezember 2021 ausgeliefert. VN-A811 mit Sonderlackierung, ein Flugzeug geleast | 12 Business / 365 Economy | 12,3 Jahre         |
| Airbus A330-900neo |        | 040      | Ersetzen A330-300; Auslieferung ab 2026 | - offen -                 |                    |
| COMAC C909         | 02     |          | von Chengdu Airlines geleast | 90                        | 7,3 Jahre          |
| Gesamt             | 98     | 287      | |                           | 7,3 Jahre          |

### Aktuelle Sonderbemalungen
| Bemalung                        | Flugzeugtyp     | Luftfahrzeugkennzeichen | Zeitraum            | Bild |
| ------------------------------- | --------------- | ----------------------- | ------------------- | --- |
| 9000th Airbus Aircraft          | Airbus A321-200 | VN-A651                 | seit März 2015      | |
| Amy                             | Airbus A321neo  | VN-A607                 | seit Juli 2019      | Bild gesucht Die Wikipedia wünscht sich an dieser Stelle ein Bild. Weitere Infos zum Motiv findest du vielleicht auf der Diskussionsseite . Falls du dabei helfen möchtest, erklärt die Anleitung , wie das geht. |
| First A321neo in Southeast Asia | Airbus A321neo  | VN-A646                 | seit Dezember 2017  | Bild gesucht Die Wikipedia wünscht sich an dieser Stelle ein Bild. Weitere Infos zum Motiv findest du vielleicht auf der Diskussionsseite . Falls du dabei helfen möchtest, erklärt die Anleitung , wie das geht. |
| Mailand Hoàng Đồng              | Airbus A321neo  | VN-A653                 | seit September 2022 | Bild gesucht Die Wikipedia wünscht sich an dieser Stelle ein Bild. Weitere Infos zum Motiv findest du vielleicht auf der Diskussionsseite . Falls du dabei helfen möchtest, erklärt die Anleitung , wie das geht. |